# 제7항공단 (항공자위대)
제7항공단(第7航空団 다이 나나 코쿠단[*], 영어: 7th Air Wing)은 중부항공방면대에 소속하는 항공자위대의 항공단으로, 햐쿠리 기지에 주둔하고 있다. 관동 지방의 방공을 담당한다.

## 역사
- 1961년 7월 15일 - 마쓰시마 기지에서 F-86F를 운용하는 제9비행대를 예속하여 항공단이 창설되었다.[1]
- 1962년 5월 15일 - 이루마 기지로 옮겨갔다.[1]
- 1965년 12월 20일 - 제9비행대가 해산하고 F-104J를 운용하는 제206비행대가 햐쿠리 기지에서 창설되었다.[1]。
- 1966년 3월 31일 - F-104J를 운용하는 제207비행대가 햐쿠리 기지에서 창설되다.[1]。
- 1967년 7월 28일 - 항공단 사령부가 햐쿠리 기지로 옮겨갔다.
- 1972년 8월 1일 - F-4EJ를 운용하는 임시 비행대가 창설되다[2]
- 1972녀 11월 10일 - 제207비행대가 임시 제83항공대의 나하 기지로 옮겨가다.[1]

- 1973년 10월 16일 - 임시 비행대가 제301비행대로 정식부대화되었다.[2]
- 1978년 12월 1일 - 제206비행대가 해산하고 제305비행대가 창설되었다.[2]
- 1985년 3월 2일 - 뉴타바루 기지의 제5항공단 제204비행대와 제301비행대가 교환되었다.[1][2]。
- 1993년 8월 2일 - 제305비행대의 기종을 F-4EJ에서 F-15J로 바꾸다.[1][2]。
- 2009년 3월 - 나하 기지의 제83항공대 제302비행대와 제204비행대가 교환되었다.[2]。
- 2016년 8월 31일 - 제305비행대가 제5항공단의 뉴타바루 기지로 옮겨갔다.
- 2016년 10월 31일 - 제301비행대가 햐쿠리 기지로 옮겨와 항공단에 예속되었다.

## 편성
- 제301비행대 - F-4EJ카이(改), 가와사키 T-4
- 제302비행대 - F-4EJ카이(改), 가와사키 T-4
- 제7기지방공대 - M167 VADS, 91식 지대공유도탄, 81식 지대공유도탄

## 참고
1. 1 2 3 4 5 6 7  久野正夫; 航空ファン(編) (1994). 《航空自衛隊40年概史》 12 決定판. 株式会社文林堂. 55-63쪽.
2. 1 2 3 4 5 6  《エアベースのF-4,青木謙知,航空自衛隊F-4》. 自衛隊の名機シリーズ 改訂판. イカロス出版. 2009. 4-24쪽.